# إيفرتون سانتوس بيزيرا
إيفرتون سانتوس بيزيرا هو لاعب كرة قدم برازيلي في مركز الدفاع، ولد في 15 يونيو 1984 في ريو دي جانيرو في البرازيل. لعب مع نادي برازيليا ونادي جوفنتودي.

## وصلات خارجية
- إيفرتون سانتوس بيزيرا على موقع قاعدة بيانات كرة القدم.إي يو (الإنجليزية)
- إيفرتون سانتوس بيزيرا على موقع Soccerway.com (الإنجليزية)